# Dżumabek Ibraimow
Dżumabek Ibraimowicz Ibraimow (kirg. Жумабек Ибраимович Ибраимов; ur. 1 stycznia 1944 w Żangy-Alysz, zm. 4 kwietnia 1999 w Biszkeku) – kirgiski polityk, premier Kirgistanu w latach 1998–1999.
Urodził się w rodzinie chłopskiej. W latach 1964–1971 studiował na Politechnice we Frunze, w międzyczasie służąc w lotnictwie wojskowym ZSRR. Pracował następnie jako nauczyciel na tejże uczelni w fakultecie budowy maszyn. W 1976 ukończył podyplomowe studia w Moskwie. Od 1976 do 1977 był szefem działu technologicznego w fabryce maszyn rolniczych, a następnie do 1984 pracował w fabryce Orgtechnika w Min-kusz, gdzie doszedł do stanowiska dyrektora. 
W 1984 zasiadł na czele Ludowej Komisji Kontroli oraz struktur partii komunistycznej w Bałykczy. Od 1988 do 1991 był pierwszym zastępcą w departamencie organizacyjnym w Komitecie Centralnym Komunistycznej Partii Kirgistanu. W marcu 1991 został drugim sekretarzem partii w obwodzie czujskim, a w listopadzie wiceszefem Komitetu Bezpieczeństwa i Obrony w Radzie Najwyższa ZSRR. Od stycznia 1993 był merem stołecznego Biszkeku, później został sekretarzem stanu. W marcu 1996 powołany na stanowisko doradcy ekonomicznego prezydenta Askara Akajewa i jego plenipotenta w niższej izbie parlamentu. Dwukrotnie wybierano go do parlamentu. Pracował jednocześnie w sektorze prywatnym jako dyrektor spółki akcyjnej i prezes zarządu narodowych kirgiskich linii lotniczych.
Po rozwiązaniu gabinetu Kubanyczbeka Dżumalijewa wskutek oskarżeń o korupcję został powołany przez prezydenta na stanowisko premiera. Jako premier zyskał większe kompetencje niż poprzednik, mógł samodzielnie powoływać i odwoływać ministrów. Funkcję premiera pełnił z przerwami na operacje w Moskwie aż do śmierci wskutek raka żołądka 4 kwietnia 1999.
Był żonaty, miał czworo dzieci.